# Djelatnik plavog ovratnika
Djelatnik plavog ovratnika ili, skraćeno, plavi ovratnik (engleski: blue-collar) je naziv za pojedinca ili pripadnika društvene skupine koji zarađuju novac djelatnostima koje ne zahtijevaju stručne kvalifikacije i za koji je fizička snaga i izdržljivost važnija od obrazovanja. Izraz plavi ovratnik se iz SAD i engleskog proširio u druge jezike širom svijeta, a često se smatra i sinonimom za tradicionalnu radničku klasu. Zajedno s tim pojmom se raširio i pojam tzv. bijelog ovratnika, odnosno djelatnika za čiji je posao važnije obrazovanje i stručne kvalifikacije, a koji je u pravilu bolje plaćen (i ima bolji društveni položaj) od plavog ovratnika.
Izraz plavi ovratnik dolazi od radnih odijela, i to najčešće plave boje, koje su s vremenom počeli nositi djelatnici zaposleni u industriji kao i na drugim poslovima koji zahtijevaju fizički rad (kao npr. održavanje električnih uređaja ili vodovodnih instalacija u uredskoj zgradi). 
Plavi ovratnici se u pravilu smatraju društveno inferiornim bijelim ovratnicima, s obzirom na to da su slabije obrazovani i/li plaćeni, a ponekad su predmet negativnih kulturnih stereotipa. Klasičan primjer je prijezir koji se iskazuje prema djelatnicima McDonald's ovih restorana (odnosno izraz McPosao) kao osobama koje su bile previše lijene ili glupe da bi nastavili akademsko obrazovanje i stekli kvalifikacije za posao bijelog ovratnika.
S druge strane se plavi ovratnici su često i predmet pozitivnih kulturnih stereotipa, kao što je, na primjer njihov zdrav razum, "neiskvarena" radna etika, osjećaj zajedništva i solidarnosti, brige o obitelji i druge konzervativne vrijednosti koje često nedostaju "razmaženim" individualcima iz klase bijelih ovratnika.